# Gornergratbahn
Gornergratbahn (zkratka GGB) je ozubnicová dráha, vedoucí z horského střediska Zermatt na hřeben Gornergrat. Železnici provozuje soukromá společnost Gornergrat Bahn AG (GGB).
Trať vede na skalnatý hřeben Gornergrat (3 089 m n. m.) s panoramatickým rozhledem na Monte Rosu (4 638 m n. m.), Breithorn (4 164 m n. m.) a dalších 29 vrcholků. Ozubnicová trať na Gornergrat byla uvedena do provozu v roce 1898. Trať je dlouhá 9,3 km a překonává výškový rozdíl 1485 metrů, při maximálním stoupání 200 ‰. Po Jungfraubahn jde o druhou nejvýše položenou železniční trať v Evropě a zároveň vůbec nejvýše položenou železnici v Evropě, vedoucí v otevřeném terénu.
V roce 2005 schválila valná hromada začlenění Gornergrat Bahn AG do BVZ Holdingu, který je největším akcionářem společnosti Matterhorn Gotthard Bahn.

## Historie

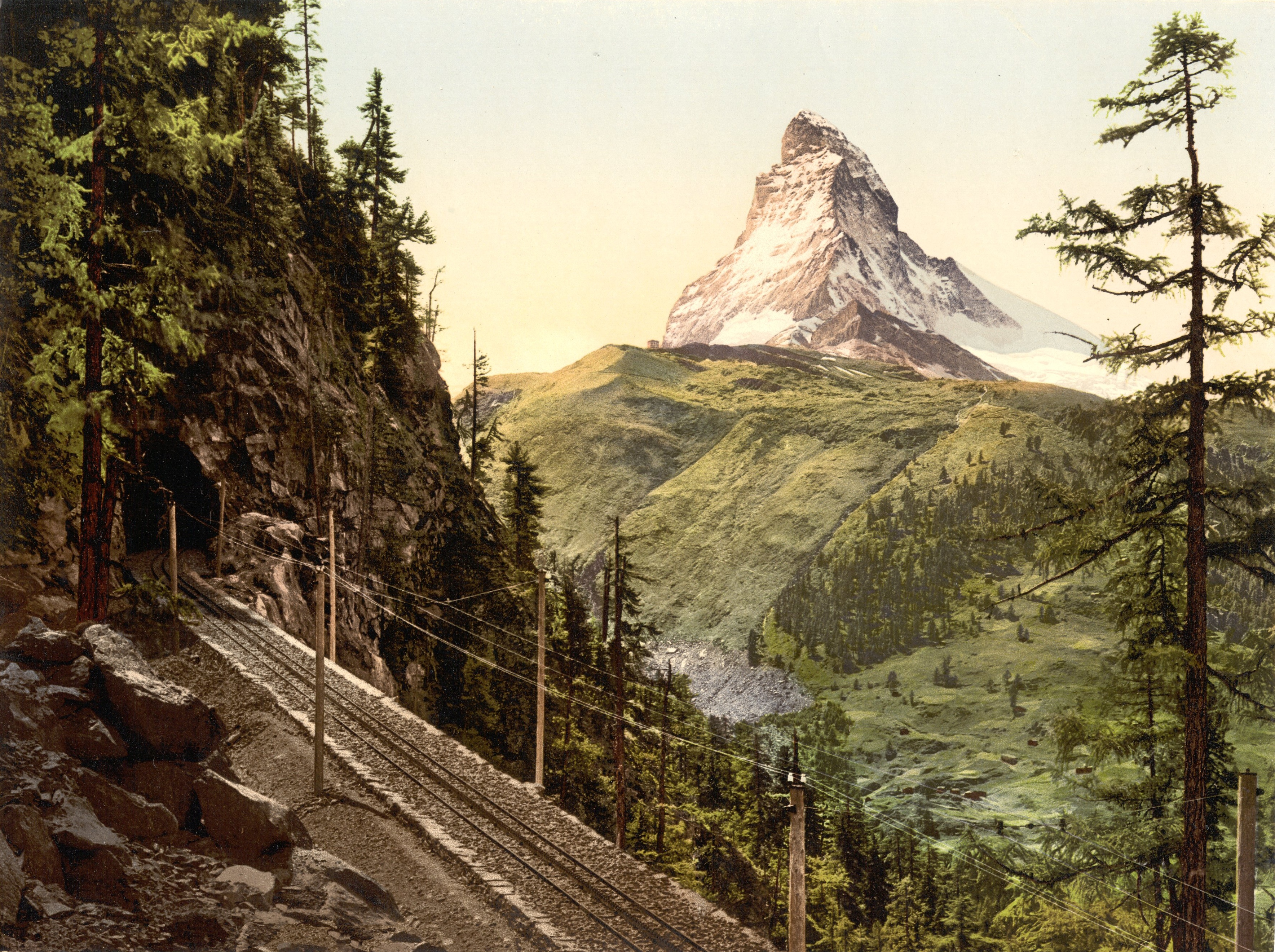
Obrázek trati pod Matterhornem (okolo roku 1900)

Po otevření železnice BVZ Zermatt-Bahn z Vispu do Zermattu v roce 1891 směrovaly další snahy o výstavbu železnice z Zermattu k horskému masivu Monte Rosa, k ledovci Gornergletscher a výhledu na horskou scenérii Alp. Po udělení koncese v roce 1892 začala roku 1896 výstavba trati. Trať Zermatt–Gornergrat byla zprovozněna 15. srpna 1898 a následně slavnostně otevřena 20. srpna 1898 pod názvem GGB Gornergrat-Bahn.

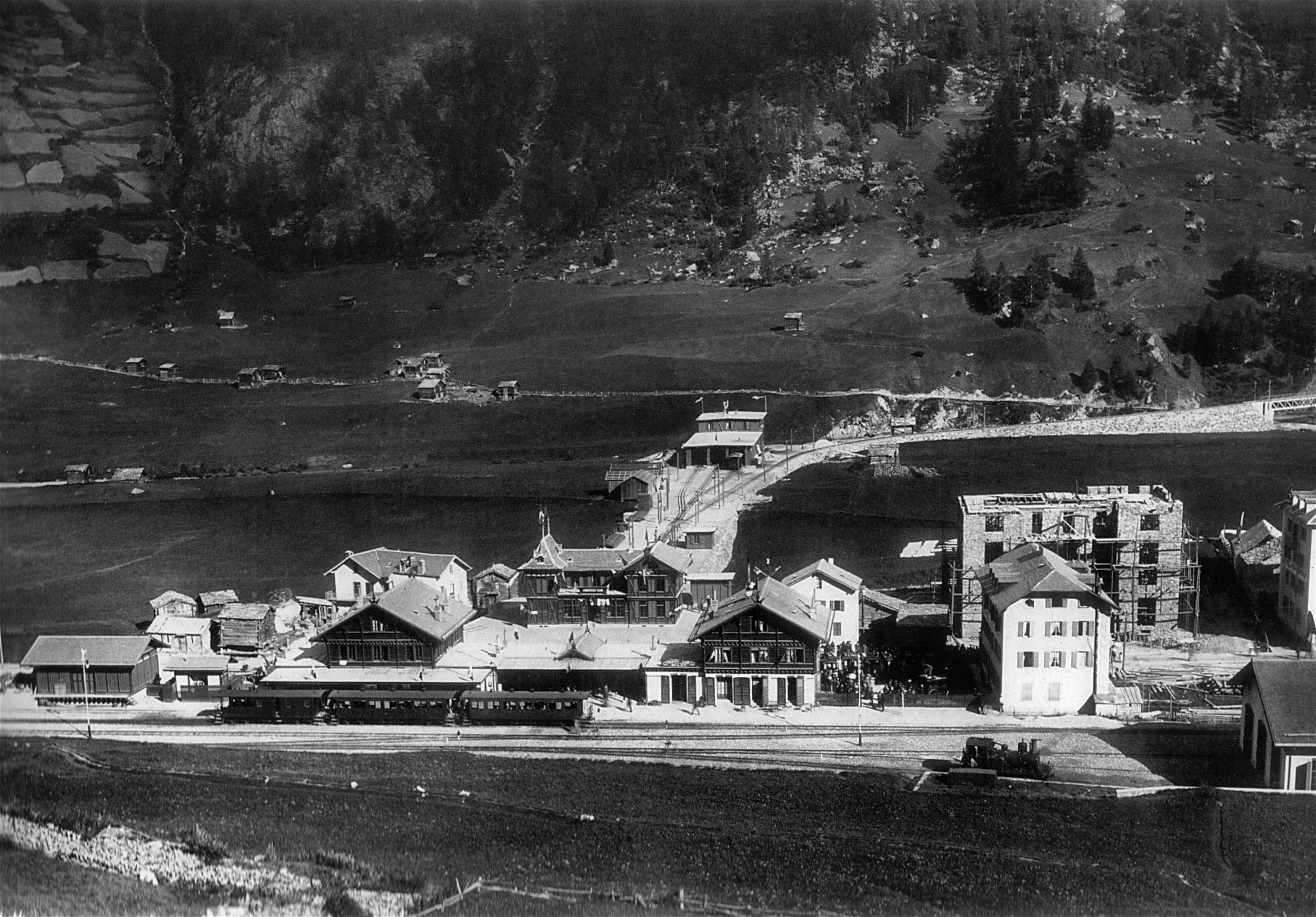
Obě nádraží v Zermattu (1900)

Stavba tratě vyžadovala velké úsilí vzhledem k tomu, že práce mohly být prováděny jen v krátkém ročním období v důsledku klimatických podmínek v těchto výškách. Na stavbě pracovalo více než 2000, převážně italských, dělníků. Trať byla postavena jako úzkorozchodná dráha o rozchodu 1000 mm s ozubnicovým systémem Abt a od počátku byla elektrifikována třífázovým proudem. Každá kolej má tedy dvě trakční vedení a hnací vozidla mají dva sběrače proudu. To umožnilo instalaci jednoduché elektrické výzbroje ve vozidle, díky níž se jednalo o první elektrickou ozubnicovou železnici ve Švýcarsku. Proud o frekvenci 40 Hz dodávala vodní elektrárna a byl transformován z 5400 V na 550 V. V roce 1930 byla vozidla přestavěna na stále používaný třífázový systém s napětím 750 V a frekvencí 50 Hz, aby bylo možné odebírat elektřinu přímo ze státní rozvodné sítě.
V roce 1909 byla trať na Gornergratu prodloužena o 310 metrů, aby se její konečná stanice přiblížila k vrcholu. Až do roku 1928 jezdila Gornergratbahn pouze v létě, ale nyní poprvé jezdily vlaky i v zimě, a to v závislosti na sněhových podmínkách do stanic Riffelalp nebo Riffelboden. Zvláště lavinami ohrožený úsek na Riffelbordu bránil v cestě až na vrchol. V roce 1939 zde byla zahájena stavba 770 metrů dlouhé lavinové štoly, která se však kvůli druhé světové válce protáhla až do roku 1941. Od roku 1942 je za dobrých povětrnostních podmínek možný zimní provoz až na konečnou stanici Gornergrat. Protože maximální rychlost předchozích lokomotiv 7 km/h již nestačila rostoucímu provozu zimních sportů, byly v roce 1947 pořízeny první z nové řady motorových vozů, které zkrátily jízdní dobu na polovinu.
V roce 1997 byla společnost Société de chemin de fer du Gornergrat přejmenována na Gornergrat-Monte Rosa-Bahnen, aby se tak označily lanovky, které na Gornergratu také existují. Poté, co byly lanovky začleněny do společnosti Zermatt Bergbahnen AG, rozhodla valná hromada 1. dubna 2005 o návratu k názvu Gornergrat Bahn AG. V květnu 2005 získala společnost BVZ Holding (majoritní akcionář Matterhorn Gotthard Bahn) 44,3 % základního kapitálu a předložila akcionářům nabídku na převzetí. V důsledku toho byla v září 2005 uzavřena dohoda o fúzi a v říjnu byla společnost GGB převedena na dceřinou společnost BVZ Holding. Předchozí společnost Gornergrat Bahn AG byla zlikvidována a vymazána z obchodního rejstříku dne 20. října 2005, načež výše uvedená dceřiná společnost BVZ Holding (bývalá Furka-Oberalp-Tours AG) přijala název Gornergrat Bahn AG (Gornergrat chemin de fer SA). V říjnu 2009 se pak GGB stává stoprocentní dceřinou společností BVZ holdingu.

## Popis trati

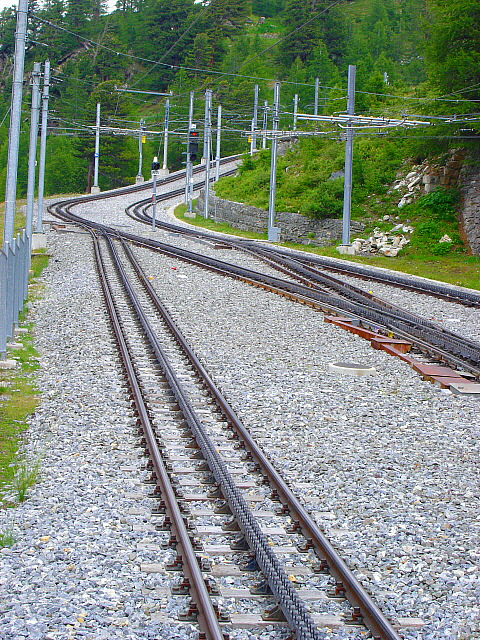
Dvojkolejný úsek nad Riffelalp

Trať začíná v Zermattu, naproti nádraží Matterhorn Gotthard Bahn (MGB) ve výšce 1 604 m n. m. a s maximálním stoupáním 200 ‰ šplhá v délce přes 9 kilometrů až na vrchol Gornergrat ve výšce 3 089 m n. m. Ozubnice je instalována v celé trase dráhy. Dráha stoupá po úbočí na hřeben a umožňuje tak pohledy na vrchol Matterhornu. Zajímavostí je železný most u stanice Findelbach.

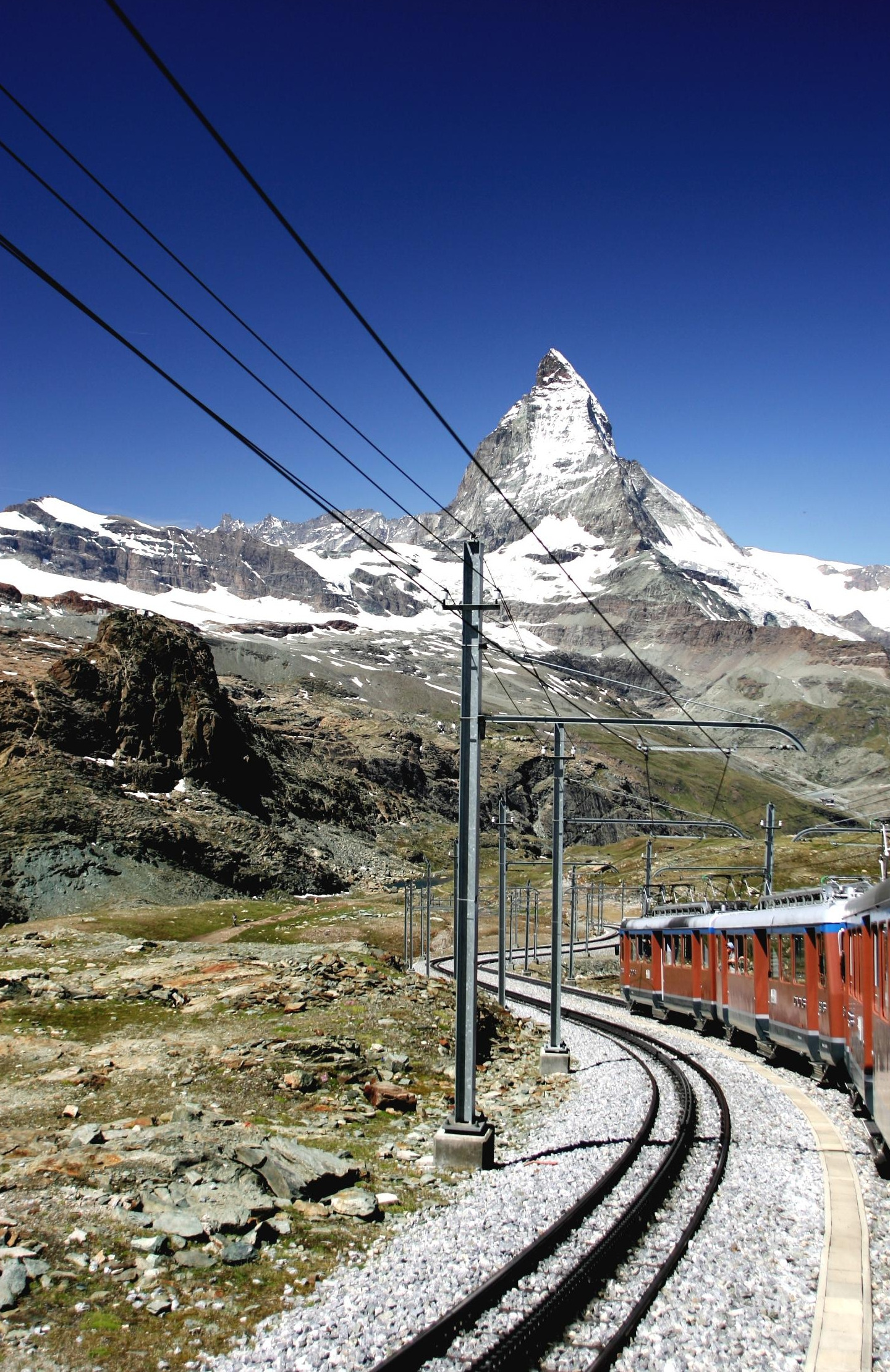
Gornegratbahn pod Matterhornem

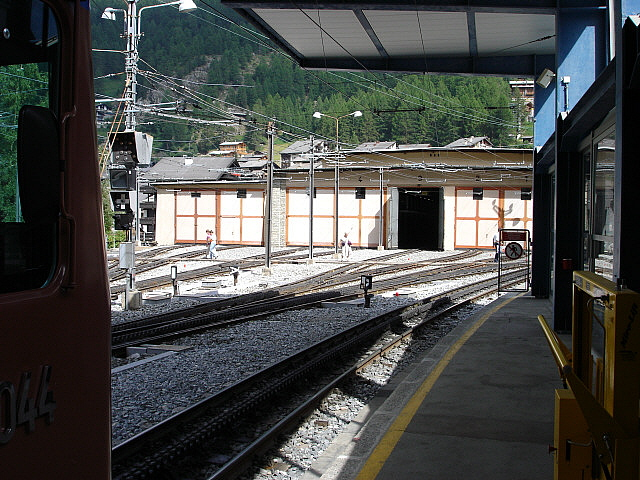
Dolní stanice dráhy v Zermattu a depo

Zvláštností je také spojovací kolej mezi MGB a GGB, která umožňuje přímý přejezd např. nákladních vozů a zásobování hotelu na vrcholku Gornergrat. Několikrát byla uskutečněna turistická jízda „Pullmann Expressem až na vrcholek Gornergrat“; šlo o jízdu přímého historického vozu na trase St. Moritz – Zermatt – Gornergrat.

## Zastávky

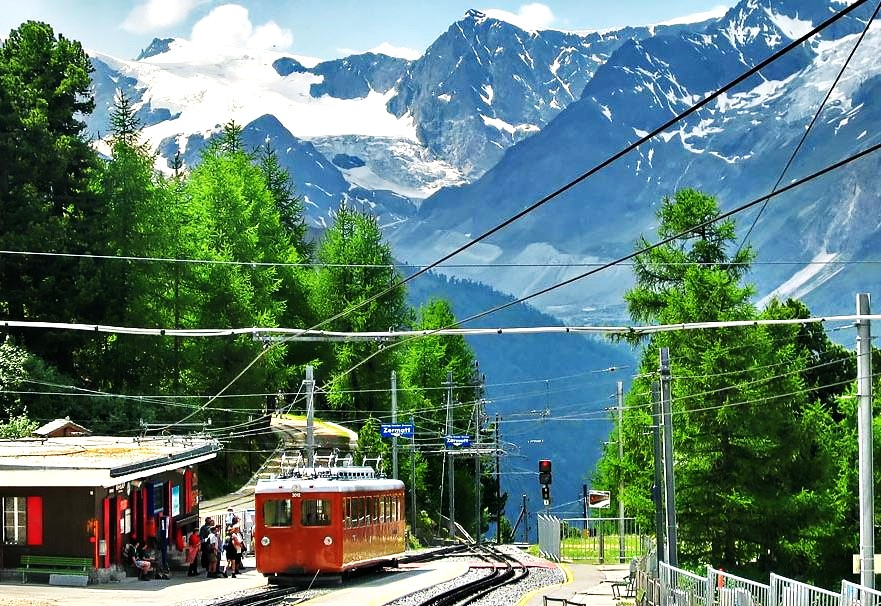
Stanice Riffelalp, vlevo trať Riffelalptram

### Riffelalp
Riffelalp je druhá stanice od Zermattu na dráze Gornergrat Bahn. Stanice leží ve výšce 2 211 m n. m. těsně nad hranicí lesa. Riffelalp je výchozím bodem pro mnohé výlety, např. k potoku a vodopádu Findelbach, Grüensee (Zelené jezero), pod vrchol Gornergrat a dalším.
V blízkosti stanice se nachází hotel Riffelalp, který má vlastní kolejové spojení se železniční stanicí realizované místní tramvajovou tratí. Elektrická tramvajová trat Riffelalptram (RIT) od zastávky Riffelalp k hotelu byla vystavěna v roce 1899 s délkou téměř 500 metrů. Když hotel v roce 1961 vyhořel, byla zavřena i místní tramvaj. Po otevření nových hotelů v roce 2000, byla tramvajová trať RIT přestavěna a v roce 2001 znovu zprovozněna.

### Riffelberg
Riffelberg je třetí stanicí od Zermattu na dráze Gornergrat Bahn. Stanice leží ve výšce 2 582 m n. m., nachází se zde hotel, restaurace, občerstvení a prodej suvenýrů. Z Riffelbergu je krásný výhled na 4.478 m vysoký Matterhorn.

### Rotenboden
Rotenboden je poslední zastávka před Gornergratem. Zastávka je výchozím bodem pro turistické výpravy na Monte Rosa Hut (chata), k ledovci pod Dufourspitze (4 634 m n. m.), k jezeru Riffelsee ve kterém se zrcadlí Matterhorn (4 478 m n. m.) a k menšímu vrcholu Riffelhorn.

## Provozní data
| Položka                         | hodnota  | r. 2009       | r. 2010       |
| ------------------------------- | -------- | ------------- | ------------- |
| Elektrifikace                   |          | 3f 725 V stř. | 3f 725 V stř. |
| Délka dráhy                     | m        | 9.339         | 9.339         |
| Z toho dvoukolejné úseky        | m        | 3.790         | 3.790         |
| Převýšení                       | m        | 1.469         | 1.469         |
| Délka ozubnice                  | m        | 3.790         | 3.790         |
| Ozubnicový systém               |          | Abtův         | Abtův         |
| Stoupání průměrně               | ‰        | 160           | 160           |
| Stoupání maximální              | ‰        | 200           | 200           |
| Rychlost nahoru max.            | km/h     | 30,0          | 28,0          |
| Rychlost dolu max.              | km/h     | 27,0          | 21,0          |
| Sezení a místa k stání (celkem) | os.      | 4.018         | 3.634         |
| Přepravní kapacita              | os./hod. | 2.511         | 2.400         |

## Vozový park
| Položka                                          | r. 2009 | r. 2010 |
| ------------------------------------------------ | ------- | ------- |
| Lokomotiva He 2/2                                | 2       | 3       |
| Motorový vůz Bhe 2/4                             | 4       | 11      |
| Dvojitý motorový vůz Bhe 4/8                     | 4       | 8       |
| Víceúčelový motorový vůz Bhe 4/4 + řídící vůz Bt | 2       | 2       |
| Dvojitý motorový vůz Bhe 4/8                     | 4       | 8       |
| Nízkopodlažní dvojitý motorový vůz Bhe 4/6       | 4       | 4       |
| Zavazadlový motorový vůz Dhe 2/4                 | 1       | 1       |
| Vůz pro přepravu aut Xhe 2/4                     | 1       | (1)     |
| Kontrolní vůz pro trolejové vedení               | 1       | 1       |
| Sněhomet Xe                                      | 2       | 2       |
| Jeřábový vůz                                     | 1       | 1       |
| Vůz s nádrží na vodu Uh-v                        | 1       | 1       |
| Plošinový vůz Kklo                               | 1       | -       |
| Plošinový vůz Kkl                                | 1       | -       |
| Nákladní vozy celkem                             | -       | 5       |